# Tauplitzalm

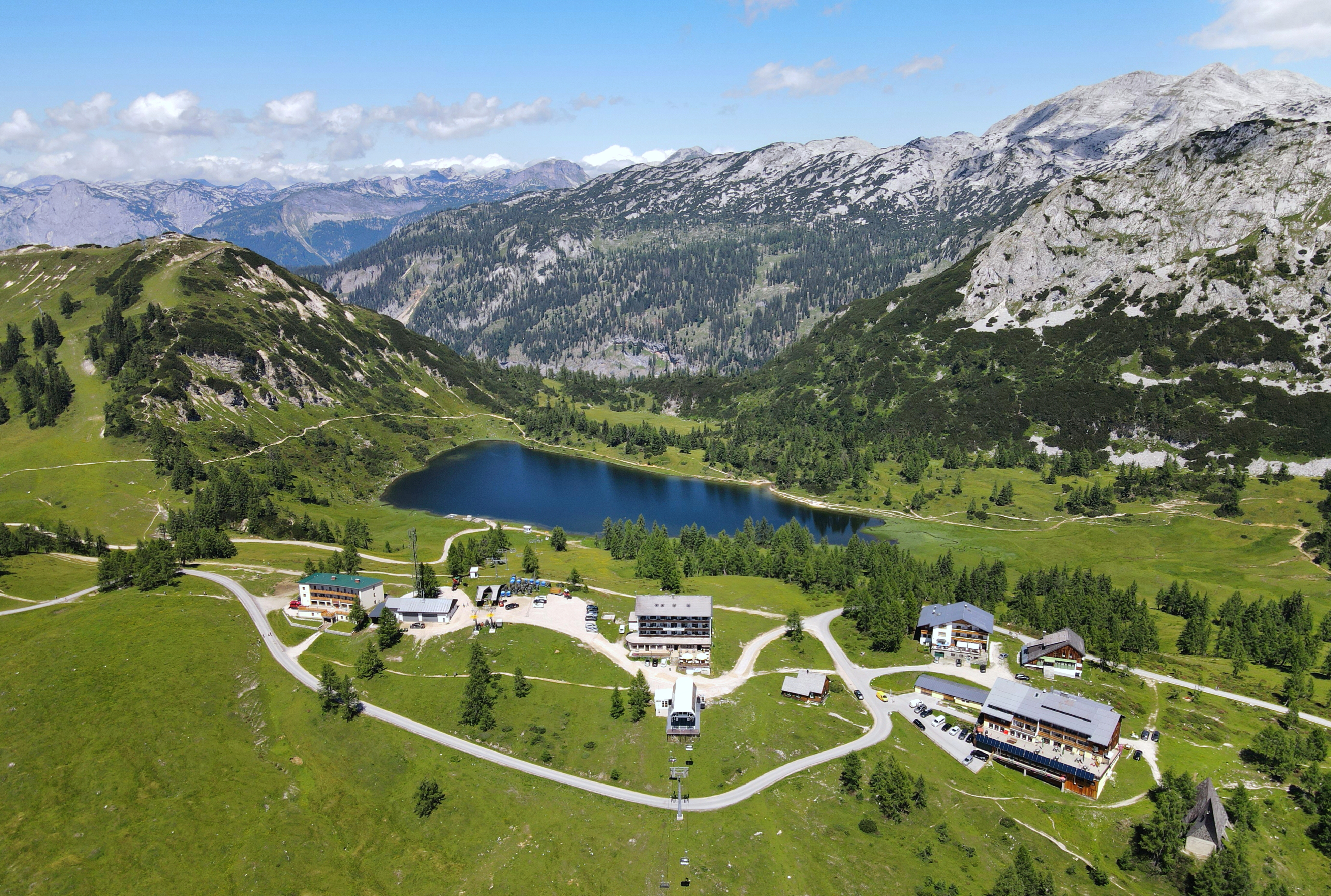
Tauplitzalm

Tauplitzalm är en ort och högplatå i området Salzkammergut i Steiermark i Österrike, i kommunen Bad Mitterndorf omkring 4 km norr om Tauplitz.  Orten har 13 invånare 1 januari 2024. . 
Här har bland annat deltävlingar vid världscupen i längdskidåkning avgjorts.

### Fotnoter
1. ↑  ”Bevölkerung am 01.01.2024 nach Ortschaften (Gebietsstand 01.01.2024)” (på tyska) (.ods). Statistik Austria. https://www.statistik.at/fileadmin/pages/405/Bev_Ortschaften_2024.ods. Läst 20 augusti 2024.
2. ↑  ”Kalender Tauplitzalm - Längdåkning” (på engelska). Eurosport. 8-9 december 1990. Arkiverad från originalet den 22 februari 2014. https://web.archive.org/web/20140222165813/http://www.eurosport.se/langdakning/tauplitzalm/1990-1991/calendar-result_gnd2.shtml. Läst 8 februari 2014.